# Guillaume Gauclin
Guillaume Gauclin (* 17. Juni 1981 in Évreux) ist ein französischer ehemaliger Fußballtorhüter. Er konnte den Coupe de France 2008/09 mit seiner Mannschaft gewinnen.

## Karriere
Schon als Jugendlicher spielte Gauclin in Guingamp. 1997 erhielt er einen Profivertrag und war bis 2001 im Kader des Vereins. In der Saison 2001/02 wurde er an den FC Lorient ausgeliehen und kehrte nach Abschluss der Saison zu seinem Stammverein zurück. Nach einer weiteren Saison bei Guingamp wurde er für die Spielzeit 2003/04 erneut verliehen, diesmal an ES Wasquehal. Auch hier blieb er nur ein Jahr und wurde auch für die Saison 2004/05 ausgeliehen, erneut an den FC Lorient. Von 2005 bis Sommer 2012 stand er kontinuierlich im Kader von EA Guingamp. Am 9. Mai 2009 gewann Gauclin mit seinem Verein den französischen Pokal im Finale gegen Stade Rennes. Während Gauclin im Pokal eingesetzt wurde, erhielt Stéphane Trévisan in der Liga den Vorzug.
Nach fünf Jahren Reserve da seins bei Guingamp, wechselte Gauclin im Sommer 2010 zum OC Vannes. Er spielte in der Saison 2010/2011 in 34 Spielen und stieg mit der Mannschaft in die National (D3) ab. In seiner zweiten Saison in Vannes, spielte er in 31 Spielen und verpasste den direkten wieder Aufstieg. Nachdem Vannes der Wiederaufstieg verpasst hatte, verließ er seinen Verein und wurde Vereinslos.
Am 29. Dezember 2012 wechselte er nach sechs Monaten ohne Verein für den RC Straßburg.

## Erfolge
- Französischer Pokalsieger 2009